# Булыга-Фадеево
Булы́га-Фаде́ево — село в Чугуевском муниципальном районе Приморского края России.

## География
Село находится на левом берегу реки Уссури, на расстоянии 12 км (по прямой) к юго-востоку от села Чугуевка, административного центра района.
От Булыга-Фадеево на юг отходит автомобильная дорога к селу Извилинка.

## История
Село Сандагоу (по-китайски Сань-да-гоу – «третья большая долина») основано в 1903 году. В 1972 году в результате кампании по ликвидации китайских названий в СССР после вооружённого конфликта с Китаем на острове Даманском переименовано в Булыга-Фадеево, в честь советского писателя Александра Фадеева (1901—1956). В Чугуевском районе прошли его детские и юношеские годы. Фадеев принимал участие в партизанском движении во время Гражданской войны на Дальнем Востоке, имел партийный псевдоним Булыга.

## Население
| 1915 | 2002  | 2006  | 2010  |
| ---- | ----- | ----- | ----- |
| 703  | ↗1362 | ↗1383 | ↘1312 |

## Улицы
| - ул. Восточная, - ул. Колхозная, - ул. Комсомольская, | - ул. Ленинская, - ул. Партизанская, - ул. Таёжная. |

## Экономика
Основа экономики — сельскохозяйственные предприятия Чугуевского района.